# Srđan Karanović
Srđan Karanović (en serbe cyrillique : Срђан Карановић), né le 17 novembre 1945  à Belgrade, est un réalisateur et scénariste serbe.

## Biographie
Srđan Karanović a réalisé dix-sept films depuis 1968. Son film Mi-figue, mi-raisin (sr) a été projeté dans la section Un certain regard au Festival de Cannes 1983. Un film sans nom a remporté le prix Golden Tulip au Festival international du film d'Istanbul en 1989. Il est actuellement professeur de réalisation à l'UPF (Faculté des arts dramatiques) à Belgrade.
Son film Besa (2009) a été choisi comme entrée serbe pour l'Oscar du meilleur film en langue étrangère à la cérémonie des 83e cérémonie des Oscars, mais n'a pas été retenu dans la sélection finale.

## Filmographie
- 1971 : Apotekarica (sh) (TV)
- 1972 : Društvena igra (sh)
- 1977 : L'Odeur des fleurs des champs (Miris poljskog cveca)
- 1980 : La Couronne de Petria (Petrijin venac)
- 1982 : Mi-figue, mi-raisin (sr) (Nešto između)
- 1985 : Jagode u grlu (sr)
- 1988 : Un film sans nom (Za sada bez dobrog naslova)
- 1991 : Virdžina (sh)
- 2003 : Sjaj u ocima (sr)
- 2009 : Besa

## Récompenses
- Festival de Cannes 1978 : prix FIPRESCI pour L'Odeur des fleurs des champs
- Festival international du film d'Istanbul 1989 : Tulipe d'or du meilleur film pour Un film sans nom